# Pobershau
Pobershau is een plaats in de Duitse deelstaat Saksen, en maakt deel uit van het district Erzgebirgskreis. Sinds 1 januari 2012 maakt het onderdeel uit van de gemeente Marienberg.

## Geografie
Pobershau ligt in het dal van de Rode Pockau, een zijrivier van de Zwarte Pockau. De kern Rittersberg ligt ten noorden van de hoofdkern aan de linker helling van de Rode Pockau. De kern Hinterer Grund ligt ten oosten van de hoofdkern ietwat afgelegen in het dal van de Zwarte Pockau. Het hoogste punt van Pobershau ligt op 700 meter in de buurt van de Katzenstein. Het laagste punt ligt op 500 metere in de Kniebreche, het gebied rondom de monding van de Rode- in de Zwarte Pockau.

### Indeling
De voormalige gemeente bestond uit de volgende kernen:
- Pobershau
- Rittersberg

## Geboren
- Walter Kaaden (1919-1996), ingenieur en constructeur

## Externe link

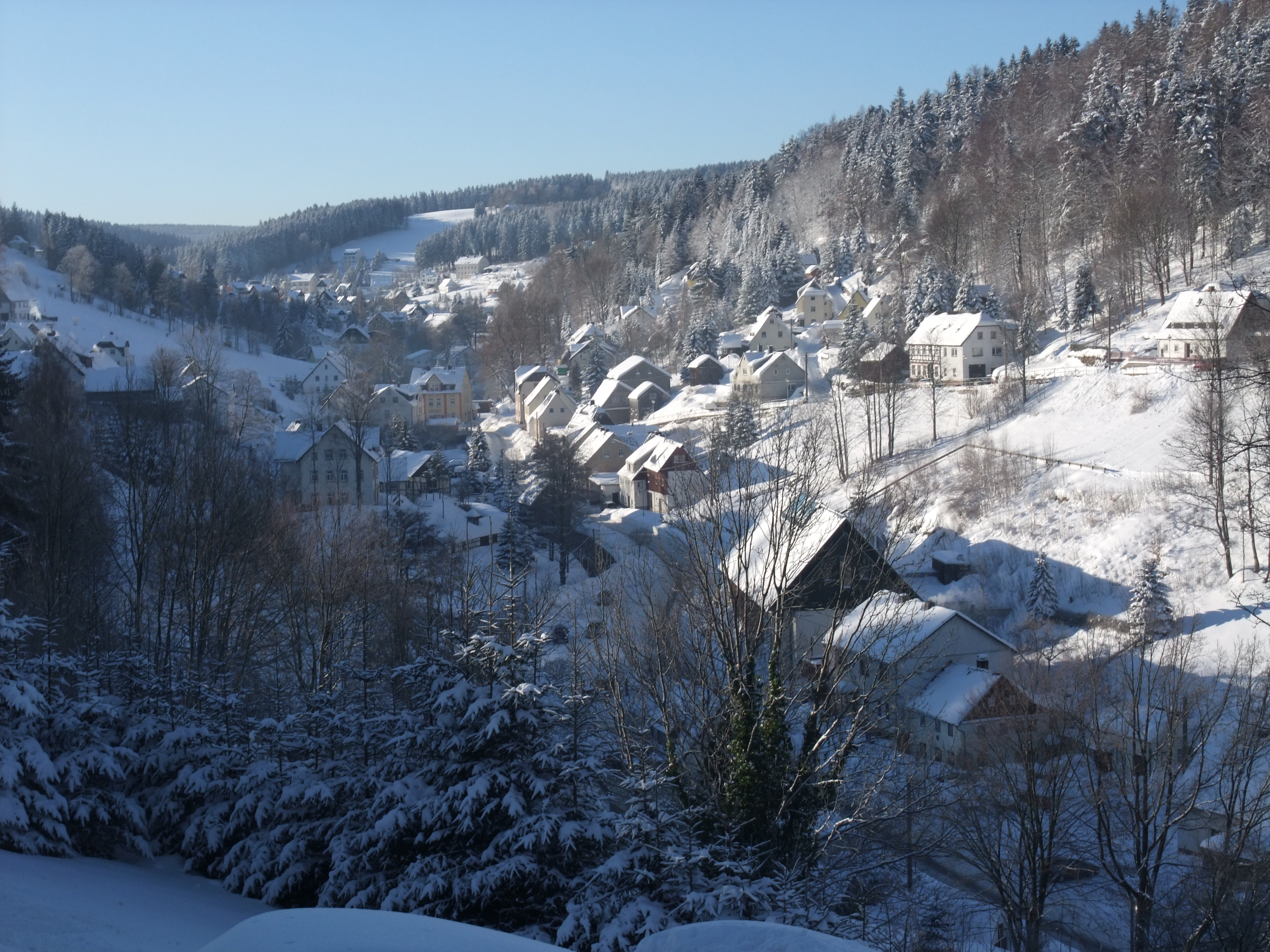
Dorpskern met blik op het zuiden